# Dropout
Dropout es una película dramática italiana estrenada en 1970, dirigida por Tinto Brass y protagonizada por Vanessa Redgrave y Franco Nero. Ambos actores trabajaron con Brass un año después en el drama La vacanza.

## Sinopsis
Mary (Redgrave) es la desilusionada esposa de un banquero inglés que conoce a un inmigrante italiano con problemas, Bruno (Nero). Mary queda cautivada por Bruno y parten en un viaje juntos. En el transcurso de su viaje, se encuentran con una serie de desertores de la sociedad; desempleados, drogadictos, drag queens, alcohólicos y anarquistas. Ambos aprenden mucho sobre la vida de estos inadaptados.

## Reparto
- Vanessa Redgrave es Mary.
- Franco Nero es Bruno.
- Gigi Proieti es Cieco.